# تشارلز إي. غانون
تشارلز إي. غانون (بالإنجليزية: Charles E. Gannon)‏ (17 مارس 1960 في الولايات المتحدة)؛ روائي أمريكي.